# Friedrich von Frankenberg und Proschlitz (General)
Friedrich Heinrich Joseph Karl Ferdinand Felix von Frankenberg und Proschlitz (* 9. Januar 1791 in Spandau; † 14. September 1858 in Riesenburg) war ein preußischer Generalleutnant.

## Leben

### Herkunft
Friedrich war ein Sohn des preußischen Oberst a. D. Ferdinand Joseph Leopold Frankenberg und Proschlitz (1743–1825) und dessen Ehefrau Katharina Dorothea Luise, geborene von Bredow (1768–1807).

### Militärkarriere
Frankenberg besuchte das Berliner Kadettenhaus und war Eleve an der École militaire. Nach dem Vierten Koalitionskrieg wurde er am 15. Mai 1809 als Sekondeleutnant in der Brandenburgischen Artillerie-Brigade der Preußischen Armee angestellt und 1810/12 zur weiteren Ausbildung an die Allgemeine Kriegsschule kommandiert. Während der Befreiungskriege erhielt Frankenberg für sein Verhalten in der Schlacht bei Großgörschen ein Belobigung und nahm an den Kämpfen bei Bautzen, Kulm sowie Leipzig teil. Für Paris wurde er mit dem Eisernen Kreuz II. Klasse ausgezeichnet.
Am 1. Juni 1814 folgte seine Versetzung in die Garde-Artillerie-Brigade sowie am 12. Mai 1815 die Beförderung zum Premierleutnant. Frankenberg erhielt am 15. Januar 1816 den Orden des Heiligen Wladimir IV. Klasse mit Schleife und avancierte Ende Mai 1816 zum Kapitän. Am 16. Januar 1817 wurde er zur Dienstleistung beim Generalinspekteur der Artillerie, Prinz August von Preußen, kommandiert. Er war dann vom 17. Juni 1817 bis zum 1. März 1827 als Adjutant bei der Generalinspektion der Artillerie tätig. Anschließend wurde Frankenberg als Major zum Abteilungskommandeur in der Garde-Artillerie-Brigade ernannt. Ab dem 30. November 1828 fungierte er zugleich auch als Mitglied der Prüfungskommission für Artillerie-Premierleutnants. Unter Aggregation beauftragte man ihn am 18. April 1831 mit der Führung der 8. Artillerie-Brigade und ernannte Frankenberg am 10. Februar 1832 zum Brigadier. In dieser Eigenschaft stieg er bis September 1840 zum Oberst auf. Zum 4. Januar 1844 beauftragte man ihn mit der Wahrnehmung der Geschäfte als Inspekteur der 1. Artillerie-Inspektion und aggregierte Frankenberg der 8. Artillerie-Brigade. Nachdem er am 2. September 1844 zum Inspekteur ernannt worden war, wurde Frankenberg am 27. März 1847 Generalmajor. Unter Verleihung des Charakters als Generalleutnant nahm er am 18. Oktober 1851 mit der gesetzlichen Pension seinen Abschied.
Nach seiner Verabschiedung erhielt Frankenberg am 4. Januar 1853 den Stern zum Roten Adlerorden II. Klasse mit Eichenlaub. Er starb am 14. September 1858 in Riesenburg.
Prinz August von Preußen schrieb in seiner Beurteilung: „Ein sehr brauchbarer Offizier, welcher sehr gute Kenntnisse der Artillerie und Befestigungskunst besitzt und sich bemüht, dieselben zu erweitern. Seine glücklichen Anlagen sind durch eine allgemeine Bildung entwickelt worden, mit welchem er seine Dienstgeschäfte erfüllt.“

### Familie
Frankenberg heiratete am 13. Mai 1733 in Koblenz Amalie August Maria Malvine von Ribbentrop (1808–1868), eine Tochter des Geheimen Kriegsrats Erich von Ribbentrop (1777–1843). Das Paar hatte mehrere Kinder:
- Agnes Friederike Dorothea Luise (1834–1873) ⚭ August Ferdinand Alfred von Borcke (1810–1880), Oberst
- Bertha Malvine Josephine (1833–1835),
- Friedrich Ludwig Anton Felix (1836–1842),
- Mathilde Malvine Charlotte (1837–1873),
- Karl Joseph Ferdinand (* 1839), Major a. D. ⚭ 1879 Frederike Elisabeth Mathilde Hilma Margot Freiin von Borcke (* 1855),
- August Ferdinand Erich (*/† 1840).